# Лязгино
Ля́згино (рос. Лязгино) — присілок у складі Томського району Томської області, Росія. Входить до складу Корниловського сільського поселення.

## Населення
Населення — 149 осіб (2010; 123 у 2002).
Національний склад (станом на 2002 рік):
- росіяни — 80 %